# St. Louis Rams 2004
La stagione 2004 dei St. Louis Rams è stata la 67ª della franchigia nella National Football League e la decima a St. Louis, Missouri Malgrado un record di 8-8, la squadra raggiunse la qualificazione ai playoff, la sua ultima apparizione fino al 2017. Nel draft la squadra scelse il running back Steven Jackson che sostituì spesso Marshall Faulk, rallentato dall'età e dagli infortuni. Jackson sarebbe diventato il leader di tutti i tempi dei Rams per yard corse in carriera.

## Scelte nel Draft 2004
| Scelte dei Rams nel Draft 2004 |        |                 |       |                  |
| Giro                           | Scelta | Giocatore       | Ruolo | College          |
| 1                              | 24     | Steven Jackson  | RB    | Oregon St        |
| 3                              | 91     | Tony Hargrove   | DE    | Georgia Tech     |
| 4                              | 130    | Brandon Chillar | LB    | North Texas      |
| 5                              | 158    | Jason Shivers   | LB    | Arizona St       |
| 6                              | 201    | Jeff Smoker     | QB    | Michigan St      |
| 7                              | 237    | Erik Jensen     | TE    | Iowa             |
| 7                              | 238    | Larry Turner    | OT    | Eastern Kentucky |

## Roster
| Roster dei St. Louis Rams nel 2004 |
| --- |
| Quarterback - 10 Marc Bulger - 11 Jamie Martin - 12 Chris Chandler - 9 Jeff Smoker Running Back - 27 Aveion Cason - 28 Marshall Faulk - 44 Joey Goodspeed FB - 33 Arlen Harris - 39 Steven Jackson Wide Receiver - 80 Isaac Bruce - 83 Kevin Curtis - 82 Mike Furrey - 81 Torry Holt - 89 Dane Looker - 84 Shaun McDonald Tight End - 86 Brandon Manumaleuna - 87 Cam Cleeland Offensive Linemen - 72 Darnell Alford G - 67 Andy McCollum C - 61 Tom Nütten G - 76 Orlando Pace T - 60 Blaine Saipaia T - 62 Adam Timmerman G - 64 Larry Turner C - 72 Grant Williams T Defensive Linemen - 94 Bryce Fisher DE - 96 Erik Flowers DE - 95 Anthony Hargrove DT - 98 Brian Howard DE - 97 Tyoka Jackson DE - 73 Jimmy Kennedy DT - 92 Damione Lewis DT - 91 Leonard Little DE - 79 Ryan Pickett DT Linebacker - 54 Brandon Chillar - 57 Trev Faulk - 52 Tommy Polley OLB - 55 Robert Thomas OLB - 50 Pisa Tinoisamoa OLB - 58 Drew Wahlroos Defensive Back - 20 Dwight Anderson - 31 Adam Archuleta SS - 23 Jerametrius Butler CB - 25 Rich Coady S - 42 Antuan Edwards FS - 22 Travis Fisher CB - 21 Kevin Garrett CB - 24 DeJuan Groce CB Special Team - 5 Sean Landeta P - 45 Chris Massey LS - 2 Kevin Stemke P - 14 Jeff Wilkins K Lista delle riserve - 37 Zack Bronson FS (IR) - 66 Chris Dishman G (IR) - 49 Erik Jensen RB (IR) - 56 Jeremy Loyd LB (IR) - 63 Scott Tercero T (IR) - 68 Kyle Turley T (IR) - 35 Aeneas Williams CB (IR) Squadra di allenamento - 47 Mike Brake TE - 47 Nick Burley TE - 65 Toby Cecil - 88 Michael Coleman WR - 36 Dusty McGrorty RB - 19 Brandon Middleton WR - 71 Matt Morgan T |
| Legenda - I rookie sono in corsivo. - Il primo ruolo è il principale mentre gli eventuali successivi indicano i ruoli secondari. - (IR) sta per Injured Reserve ed indica la lista ristretta per un solo giocatore infortunato che può tornare ad allenarsi dopo la settimana 6 e a rientrare in prima squadra dopo che questa ha giocato 8 partite. - (NF-Inj.) / (NF-Ill.) stanno rispettivamente per Non-Football Injured e Non-Football Illness ed indicano le liste dove viene inserito un giocatore che ha un infortunio o una malattia non dipendente dal football americano. - (PUP) sta per Physically Unable to Perform ed indica la lista dove viene inserito un giocatore mentre è in attesa di recuperare la condizione fisica. Nella stagione regolare dopo la sesta partita giocata dalla propria squadra, il giocatore ha tempo tre settimane per riprendere ad allenarsi, più tre settimane aggiuntive dal suo rientro agli allenamenti per rientrare in prima squadra. |

## Calendario

### Stagione regolare
| Stagione regolare |                        |                    |                    |
| Turno             | Avversario             | Risultato          | Record             |
| 1                 | Arizona Cardinals      | V 17–10            | 1–0                |
| 2                 | at Atlanta Falcons     | S 17–34            | 1–1                |
| 3                 | New Orleans Saints     | S 25–28 (DTS)      | 1–2                |
| 4                 | at San Francisco 49ers | V 24–14            | 2–2                |
| 5                 | at Seattle Seahawks    | V 33–27 (DTS)      | 3–2                |
| 6                 | Tampa Bay Buccaneers   | V 28–21            | 4–2                |
| 7                 | at Miami Dolphins      | S 14–31            | 4–3                |
| 8                 | Settimana di pausa     | Settimana di pausa | Settimana di pausa |
| 9                 | New England Patriots   | S 22–40            | 4–4                |
| 10                | Seattle Seahawks       | V 23–12            | 5–4                |
| 11                | at Buffalo Bills       | S 17–37            | 5–5                |
| 12                | at Green Bay Packers   | S 17–45            | 5–6                |
| 13                | San Francisco 49ers    | V 16–6             | 6–6                |
| 14                | at Carolina Panthers   | S 7–20             | 6–7                |
| 15                | at Arizona Cardinals   | S 7–31             | 6–8                |
| 16                | Philadelphia Eagles    | V 20–7             | 7–8                |
| 17                | New York Jets          | V 32–29 (DTS)      | 8–8                |

### Playoff
| Playoff    |                 |                     |           |
| Turno      | DaTa            | Avversario          | Risultato |
| Wildcard   | 8 gennaio 2005  | at Seattle Seahawks | V 27–20   |
| Divisional | 15 gennaio 2005 | at Atlanta Falcons  | S 17–47   |

## Classifiche
| NFC West             |   |    |   |      |     |      |     |     |     |
|                      | V | S  | P | %    | DIV | CONF | PF  | PS  | STR |
| (4) Seattle Seahawks | 9 | 7  | 0 | .563 | 3–3 | 8–4  | 371 | 373 | V2  |
| (5) St. Louis Rams   | 8 | 8  | 0 | .500 | 5–1 | 7–5  | 319 | 392 | V2  |
| Arizona Cardinals    | 6 | 10 | 0 | .375 | 2–4 | 5–7  | 284 | 322 | V1  |
| San Francisco 49ers  | 2 | 14 | 0 | .125 | 2–4 | 2–10 | 259 | 452 | S3  |